# Шанмерл
Шанмерл (фр. Chantemerle) насеље је и општина у североисточној Француској у региону Шампањ-Арден, у департману Марна која припада префектури Еперне.
По подацима из 2011. године у општини је живело 52 становника, а густина насељености је износила 6,11 становника/km². Општина се простире на површини од 8,51 km². Налази се на средњој надморској висини од 162 метара.

## Демографија
| 1962. | 1968. | 1975. | 1982. | 1990. | 1999. | 2011. |
| ----- | ----- | ----- | ----- | ----- | ----- | ----- |
| 50    | 51    | 48    | 48    | 47    | 36    | 52    |

График промене броја становника у току последњих година